# Laura Łącz

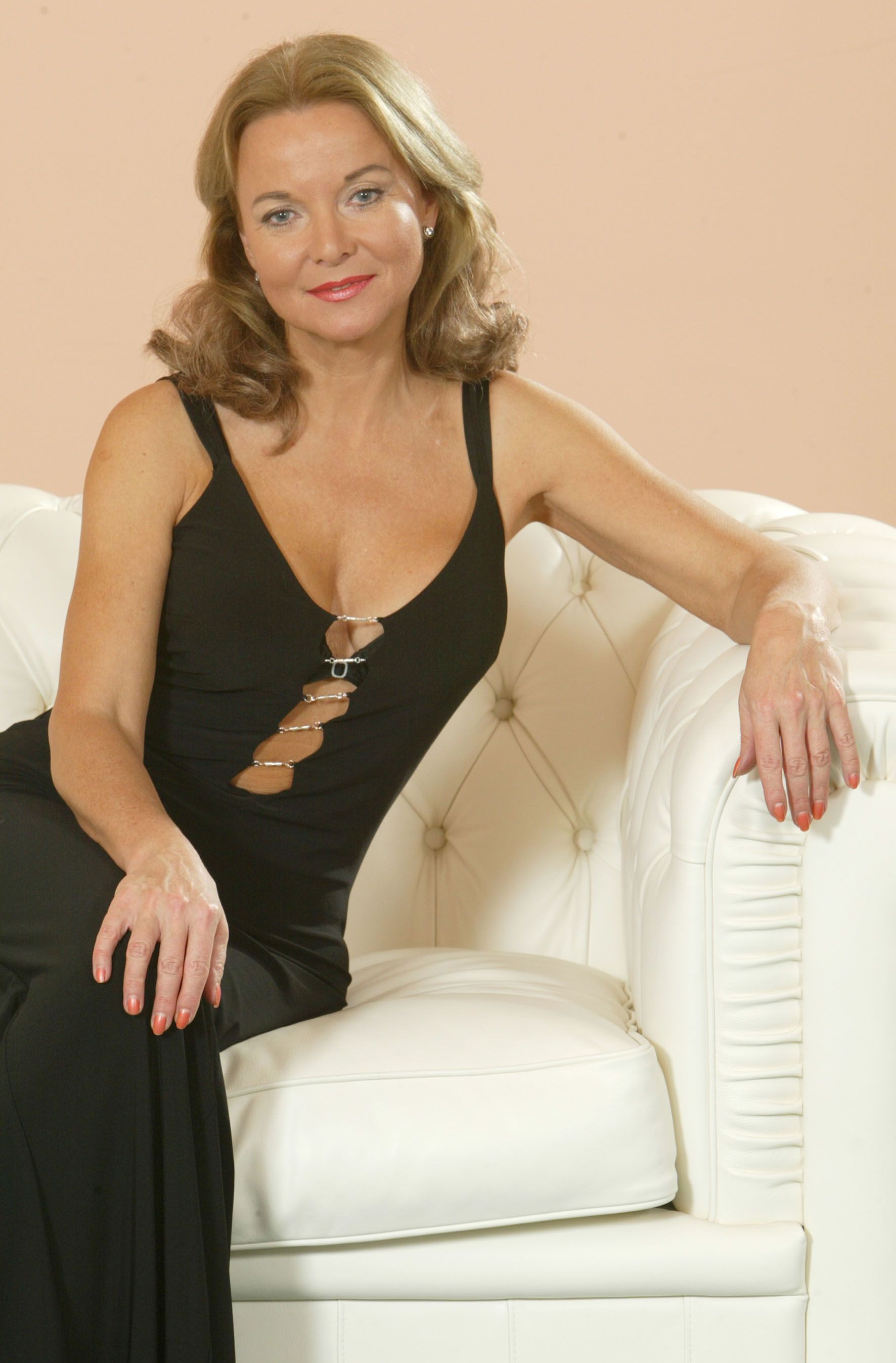
Laura Łącz (2009)

Laura Łącz (* 25. Oktober 1954 in Warschau) ist eine polnische Film- und Theaterschauspielerin sowie Schriftstellerin.

## Leben
Laura Łącz wurde am 25. Oktober 1954 in Warschau geboren und wuchs in der Warschauer Altstadt auf. Sie ist die Tochter des Fußballers und Schauspielers Marian Łącz und der Schauspielerin Halina Dunajska.
Im Jahr 1977 machte sie ihren Abschluss an der Aleksander-Zelwerowicz-Theaterakademie Warschau und schloss auch ihr Studium der polnischen Philologie an der Universität Warschau ab. Von 1977 bis 2000 stand sie auf der Bühne des Teatr Polski in Warschau und wirkte bei Dutzenden Filmen und Serien mit. Des Weiteren veröffentlichte sie mehrere Kinderbücher und leitet mehrere Laientheater.
Im Jahr 1983 wurde sie mit dem renommierten Zbigniew-Cybulski-Preis ausgezeichnet. Sie war mit dem 1930 geborenen Schauspieler Krzysztof Chamiec verheiratet, der 2001 verstarb. Aus der Ehe ging ein Sohn hervor. Sie wohnt in ihrem Einfamilienhaus im Warschauer Stadtteil Saska Kępa.

## Filmografie (Auswahl)
- 1971: Trochę nadziei
- 1980: Krab i Joanna
- 1980: Kontrakt
- 1981: Białe tango (Fernsehserie)
- 1983: Kamienne tablice
- 1981–1987: 07 zgłoś się (Fernsehserie)
- seit 2002: Klan (Fernsehserie)
- 2013: Na Wspólnej
- 2014: Ojciec Mateusz